# Jorge Roeder

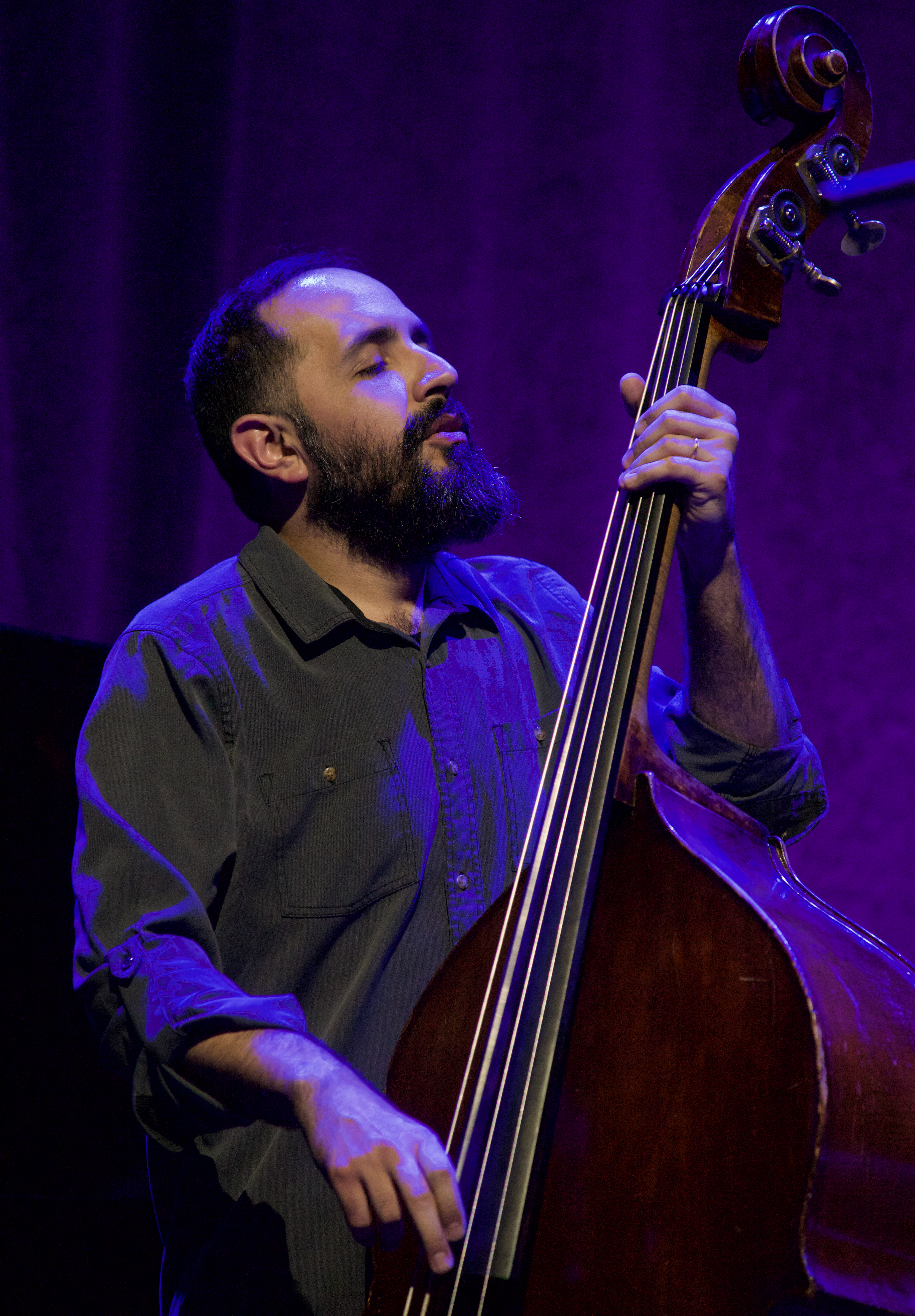
Jorge Roeder im Jahr 2019

Jorge Roeder (* 1980 in Lima) ist ein peruanischer, in den Vereinigten Staaten lebender Kontrabassist, der vor allem im Bereich des Jazz hervorgetreten ist.

## Leben und Wirken
Roeder begann mit 14 Jahren Cello und E-Bass zu lernen; mit 16 Jahren studierte er Cello am Sankt Petersburger Konservatorium. 1999 war er Mitglied im peruanischen New Music Youth Orchestra, mit dem er auf internationale Tourneen ging. Nach seinem Wechsel zum Kontrabass wurde er 2001/02 erster Bassist des Philharmonischen und des Opernorchesters seiner Heimatstadt. 2002 zog er nach Boston und studierte am New England Conservatory of Music bei Cecil McBee, John Lockwood, Danilo Pérez, Oscar Stagnaro, Jerry Bergonzi, Bob Moses und Dominique Eade.
Gegenwärtig arbeitet Roeder in New York City mit Richie Barshay/Kenny Werner, Dan Tepfer sowie in den Formationen Khevre, einem Sextett, das sich mit jüdischer Musik beschäftigt, und dem Avantrio, das peruanische Musik spielt. Ferner arbeitete er u. a. mit Alex Acuña, Bob Brookmeyer, Roy Haynes, Steve Lacy, Harvey Mason, Bob Moses, George Russell, Maria Schneider, Gunther Schuller, Steve Turre, Bill Watrous und Kenny Wheeler. 2007 erhielt er den ersten Preis bei der Jazz Competition der International Society of Bassists. Im Bereich des Jazz war er zwischen 2004 und 2021 an 51 Aufnahmesessions beteiligt, u. a. auch mit Julian Lage und Brad Shepik.
Seit 2011 ist er Mitglied des Shai Maestro Trio. 2010 legte er das Soloalbum El Suelo Mio vor. Zu hören ist er auf Ryan Keberles Album The Hope I Hold (2019) und in einigen Musikprojekten John Zorns (u. a. Homenaje a Remedios Varo 2023).

## Diskographie
- Roy Assaf / Ronen Itzik / Jorge Roeder: Augmented Reality (2011)
- Julian Lage: Love Hurts (2019)
- Jorge Roeder: El Suelo Mío (2020)